# سنان باشا الدفتردار
سنان باشا الدفتردار سياسي عثماني شغل منصب والي مصر منذ 1585 حتى 1587.